# شورلت تاهو
شورلت تاهو (به انگلیسی: Chevrolet Tahoe) یکی از مدل‌های بزرگ شاسی‌بلند برند شورلت است. این خودرو ساخت شرکت جنرال موتورز است و وزن آن ۱۹۰۵ کیلوگرم است.
این خودرو، خودرویی با اندازه بزرگ از محصولات شورلت است. ابعاد و طراحی خارجی شبیه به دو دستگاه از محصولات تولیدی دیگر شرکت مادر، یعنی جنرال موتورز است: جی‌ام‌سی یوکان و کادیلاک اسکالید برادرهای این خودرو محسوب می‌شوند. البته دارای تفاوت‌های محسوسی در مقایسه با بخش پشت و جلوی این خودرو هستند. گارانتی که شرکت برای این خودرو در نظر گرفته ۴۸ ماه یا ۱۰۰٬۰۰۰ کیلومتر می‌باشد.

## تاهو ۲۰۲۲
شورلت تاهو ۲۰۲۲ مانند مدل‌های قبلی با سه ردیف صندلی به صورت استاندارد برای هشت نفر طراحی شده‌است. سیستم چهار چرخ متحرک استاندارد باعث می‌شود در آفرود عملکرد خوبی داشته باشد.
تاهو ۲۰۲۲ به صورت کلی با ۳ موتور موتور V-8 استاندارد با قدرت ۳۵۵ اسب بخار - موتور V-8 با قدرت ۴۲۰ اسب بخار - موتور شش سیلندر دیزلی با قابلیت کشش استامپ عرضه می‌شود.